# Gironville (Seine-et-Marne)
Pour les articles homonymes, voir Gironville.
Gironville est une commune française située dans le département de Seine-et-Marne, dans l'arrondissement de Fontainebleau, en région Île-de-France.
En 2022, elle compte 161 habitants.

## Géographie

### Localisation
La commune de Gironville se trouve dans le département de Seine-et-Marne, un des quatre départements constituant la grande couronne de Paris.

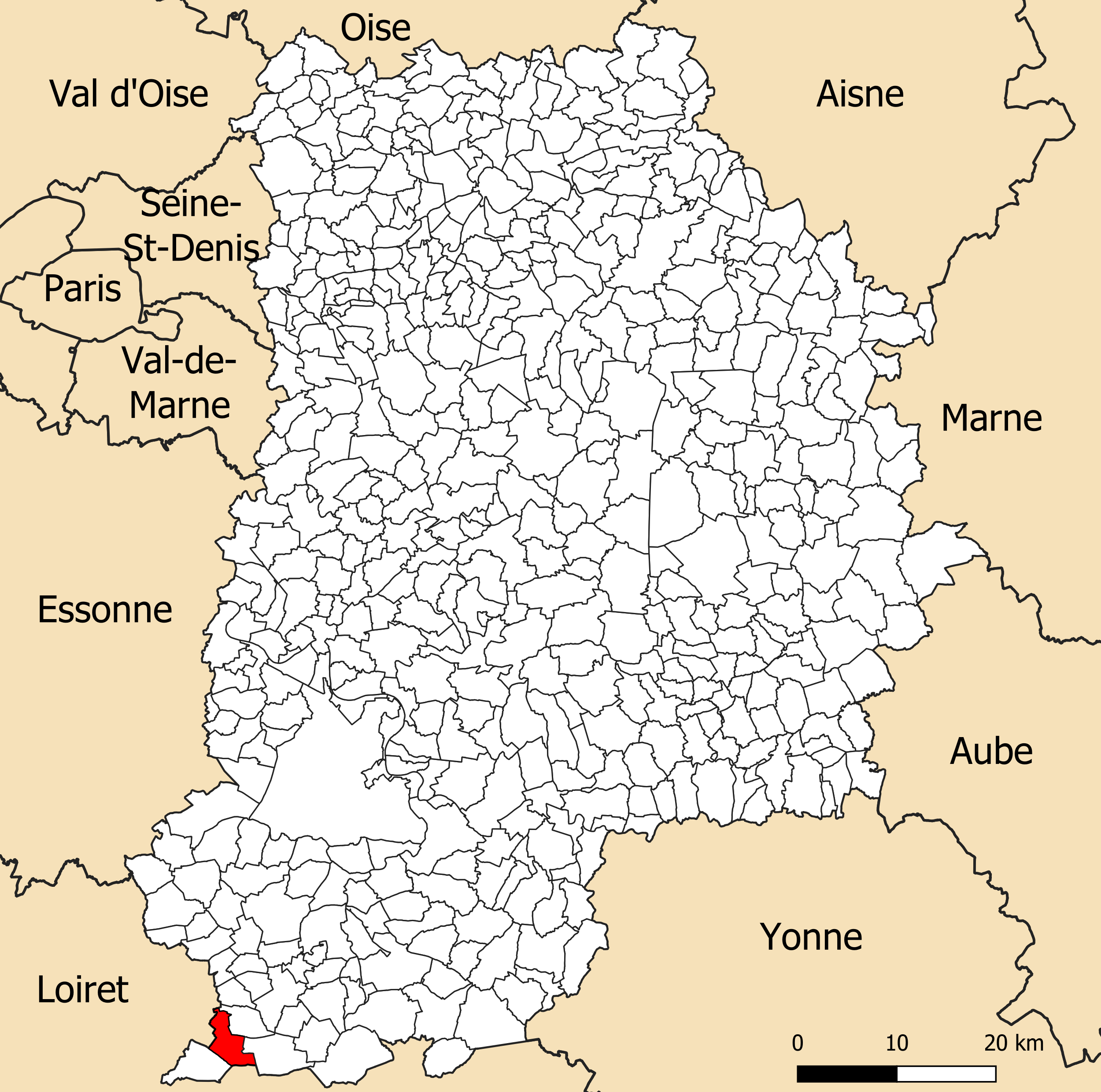
Localisation de Gironville dans le département de Seine-et-Marne.

Elle se situe à environ 40 km, par la route de Melun, préfecture du département, et à 30 km, par la route de Nemours, de la ville de Fontainebleau, sous-préfecture du département.
Aussi, elle est à environ 40 km de Barbizon, 30 km de Milly-la-Forêt, deux pôles artistiques institutionnels, et à 15 km de Nemours, bureau centralisateur du canton de Nemours dont dépend la commune depuis 2015.
Par ailleurs, le village est situé à environ 10 km de Poligny et de la Mer de sable qui s'y rattache, 5 km de Puiseaux (département du Loiret), dont il fait partie du bassin de vie, et à 15 km de Château-Landon.

### Communes limitrophes

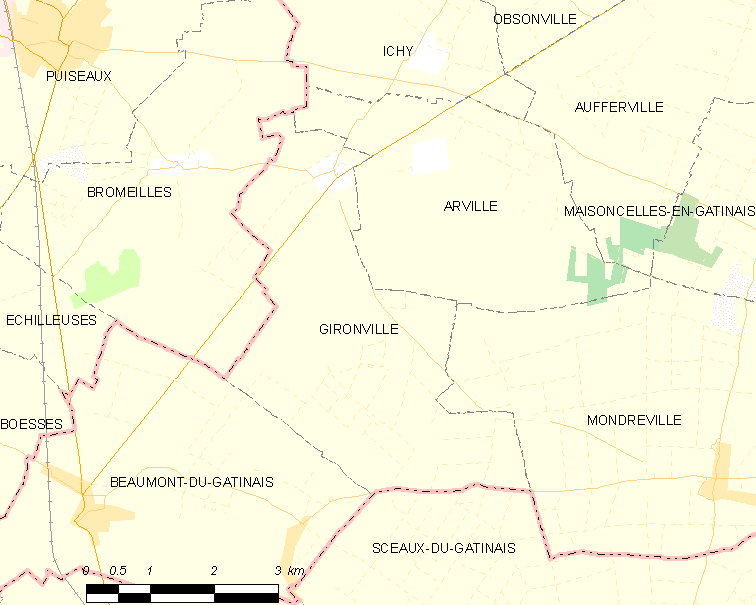
Carte des communes limitrophes de Gironville.

Les communes les plus proches sont : 
Arville (1 km), Bromeilles (2 km), Ichy (2 km), Obsonville (4 km), Puiseaux (5 km), Desmonts (5 km), Garentreville (6 km), Burcy (6 km).
|                      |                             | Arville     |
| Bromeilles (Loiret)  | Gironville                  |             |
| Beaumont-du-Gâtinais | Sceaux-du-Gâtinais (Loiret) | Mondreville |

### Géologie et relief
Le territoire de la commune se situe dans le sud du Bassin parisien, plus précisément au nord de la région naturelle du Gâtinais.
L'altitude varie de 89 mètres à 114 mètres pour le point le plus haut, le centre du bourg se situant à environ 103 mètres d'altitude (mairie).
Géologiquement intégré au bassin parisien, qui est une région géologique sédimentaire, l'ensemble des terrains affleurants de la commune sont issus de l'ère géologique Cénozoïque (des périodes géologiques s'étageant du Paléogène au Quaternaire),.

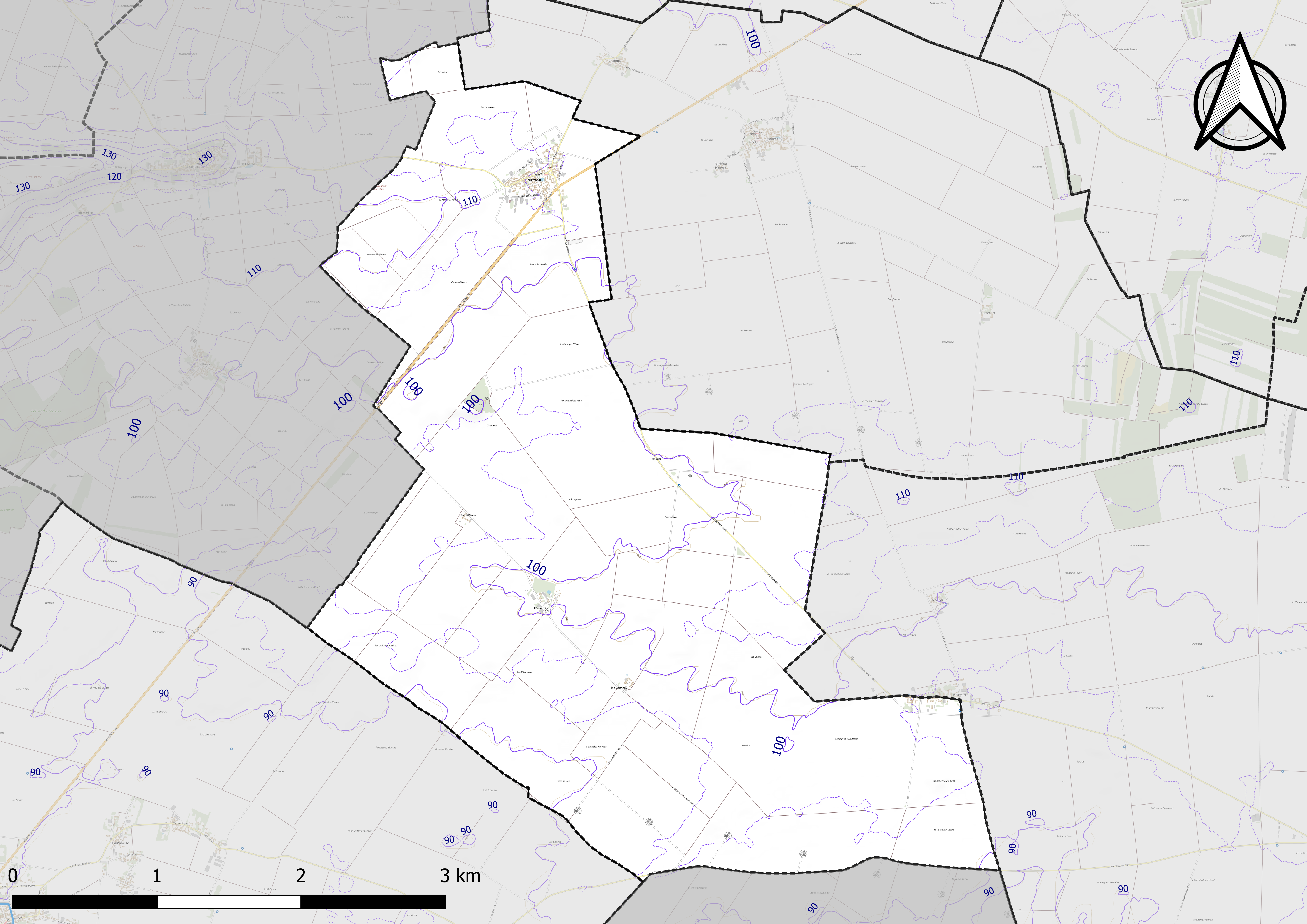
Carte du relief de Gironville.
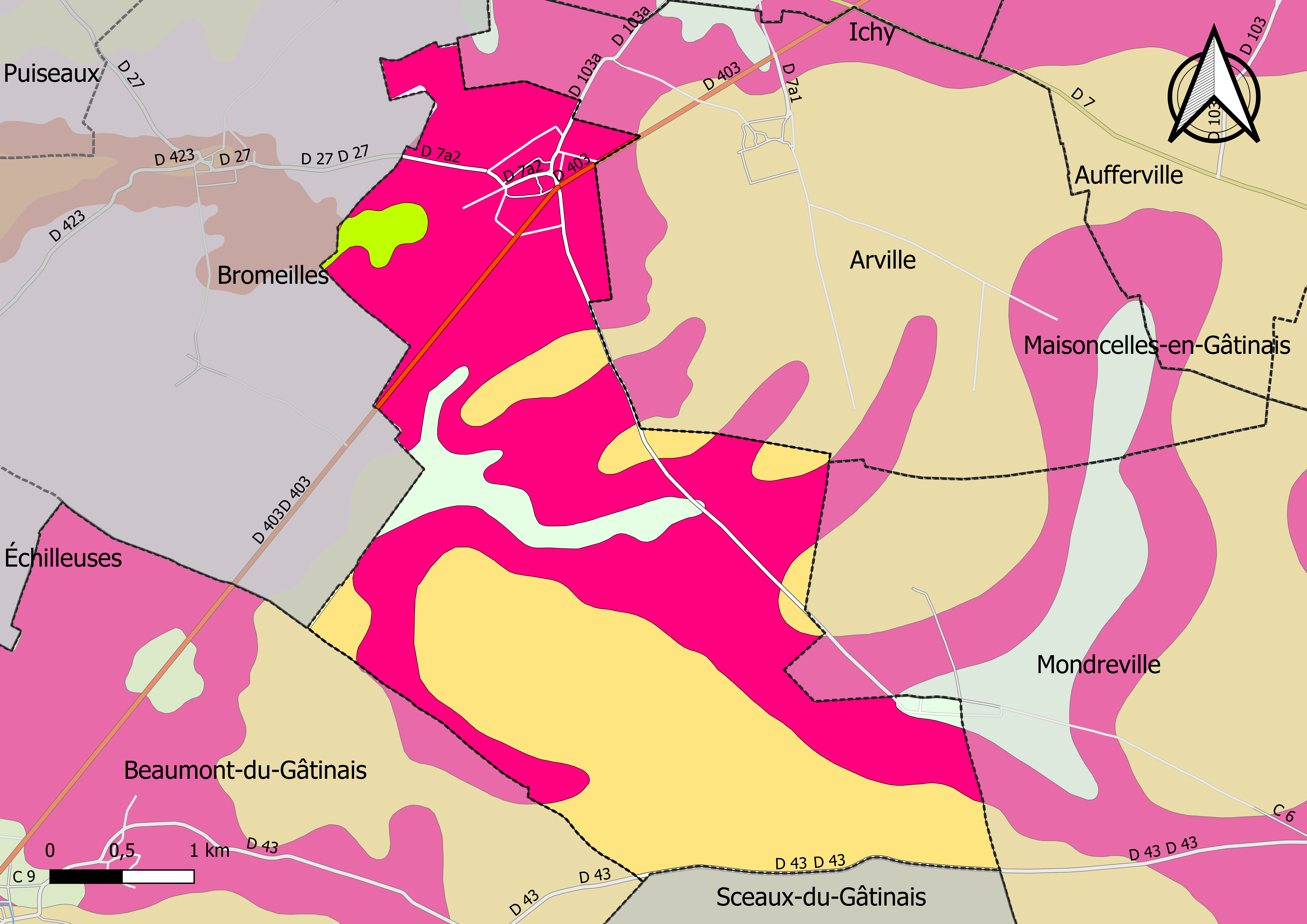
Carte géologique vectorisée et harmonisée de Gironville.

|  | LP : | Limon des plateaux de composition argilo-marneuse.                |
|  | Fz : | Alluvions récentes : limons, argiles, sables, tourbes localement. |

|  | m1MG : | Molasse du Gâtinais, marnes vertes de Neuville-sur-Essonne (Loiret). |

|  | g1CE : | Calcaire d'Étampes, meulières, marnes, calcaires du Gâtinais. |

La commune est classée en zone de sismicité 1, correspondant à une sismicité très faible.

### Hydrographie
La commune n’est traversée par aucun cours d'eau.

### Climat
Pour des articles plus généraux, voir Climat de l'Île-de-France et Climat de Seine-et-Marne.
En 2010, le climat de la commune est de type climat océanique dégradé des plaines du Centre et du Nord, selon une étude du CNRS s'appuyant sur une série de données couvrant la période 1971-2000. En 2020, Météo-France publie une typologie des climats de la France métropolitaine dans laquelle la commune est exposée à un climat océanique altéré et est dans la région climatique Sud-ouest du bassin Parisien, caractérisée par une faible pluviométrie, notamment au printemps (120 à 150 mm) et un hiver froid (3,5 °C).
Pour la période 1971-2000, la température annuelle moyenne est de 10,8 °C, avec une amplitude thermique annuelle de 15,5 °C. Le cumul annuel moyen de précipitations est de 686 mm, avec 11 jours de précipitations en janvier et 7,5 jours en juillet. Pour la période 1991-2020, la température moyenne annuelle observée sur la station météorologique la plus proche, située sur la commune de Saint-Pierre-lès-Nemours à 14 km à vol d'oiseau, est de 11,4 °C et le cumul annuel moyen de précipitations est de 697,6 mm,. Pour l'avenir, les paramètres climatiques de la commune estimés pour 2050 selon différents scénarios d'émission de gaz à effet de serre sont consultables sur un site dédié publié par Météo-France en novembre 2022.

### Milieux naturels et biodiversité
Aucun espace naturel présentant un intérêt patrimonial n'est recensé sur la commune dans l'inventaire national du patrimoine naturel,,.

## Urbanisme

### Typologie
Au 1er janvier 2024, Gironville est catégorisée commune rurale à habitat dispersé, selon la nouvelle grille communale de densité à sept niveaux définie par l'Insee en 2022.
Elle est située hors unité urbaine. Par ailleurs la commune fait partie de l'aire d'attraction de Paris, dont elle est une commune de la couronne,. Cette aire regroupe 1 929 communes,.

### Occupation des sols
L'occupation des sols de la commune, telle qu'elle ressort de la base de données européenne d’occupation biophysique des sols Corine Land Cover (CLC), est marquée par l'importance des territoires agricoles (100 % en 2018), une proportion identique à celle de 1990 (100 %). La répartition détaillée en 2018 est la suivante : 
terres arables (97,64% ), zones agricoles hétérogènes (2,26 %).
| Type d’occupation | 1990        | 1990     | 2018        | 2018     | Bilan |
| --- | ----------- | -------- | ----------- | -------- | ----- |
| Territoires artificialisés (zones urbanisées, zones industrielles ou commerciales et réseaux de communication, mines, décharges et chantiers, espaces verts artificialisés ou non agricoles) | 0,00 ha     | 0,00 %   | 0,00 ha     | 0,00 %   | 0 ha  |
| Territoires agricoles (terres arables, cultures permanentes, prairies, zones agricoles hétérogènes)                                                                                          | 1 368,70 ha | 100,00 % | 1 368,70 ha | 100,00 % | 0 ha  |
| Forêts et milieux semi-naturels (forêts, milieux à végétation arbustive et/ou herbacée, espaces ouverts sans ou avec peu de végétation)                                                      | 0,00 ha     | 0,00 %   | 0,00 ha     | 0,00 %   | 0 ha  |

Parallèlement, L'Institut Paris Région, agence d'urbanisme de la région Île-de-France, a mis en place un inventaire numérique de l'occupation du sol de l'Île-de-France, dénommé le MOS (Mode d'occupation du sol), actualisé régulièrement depuis sa première édition en 1982. Réalisé à partir de photos aériennes, le Mos distingue les espaces naturels, agricoles et forestiers mais aussi les espaces urbains (habitat, infrastructures, équipements, activités économiques, etc.) selon une classification pouvant aller jusqu'à 81 postes, différente de celle de Corine Land Cover,,. L'Institut met également à disposition des outils permettant de visualiser par photo aérienne l'évolution de l'occupation des sols de la commune entre 1949 et 2018.

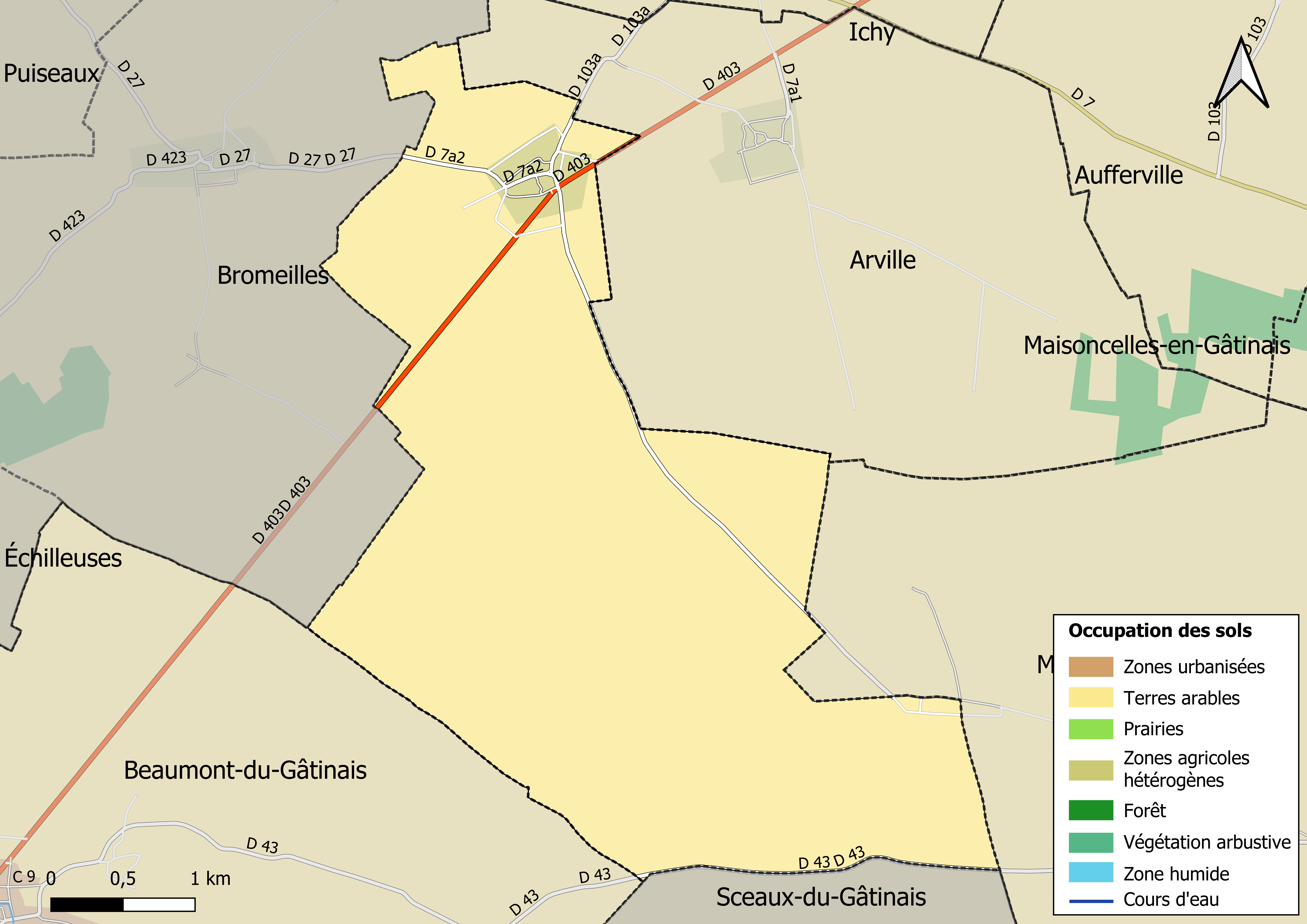
Carte des infrastructures et de l'occupation des sols en 2018 (CLC) de la commune.
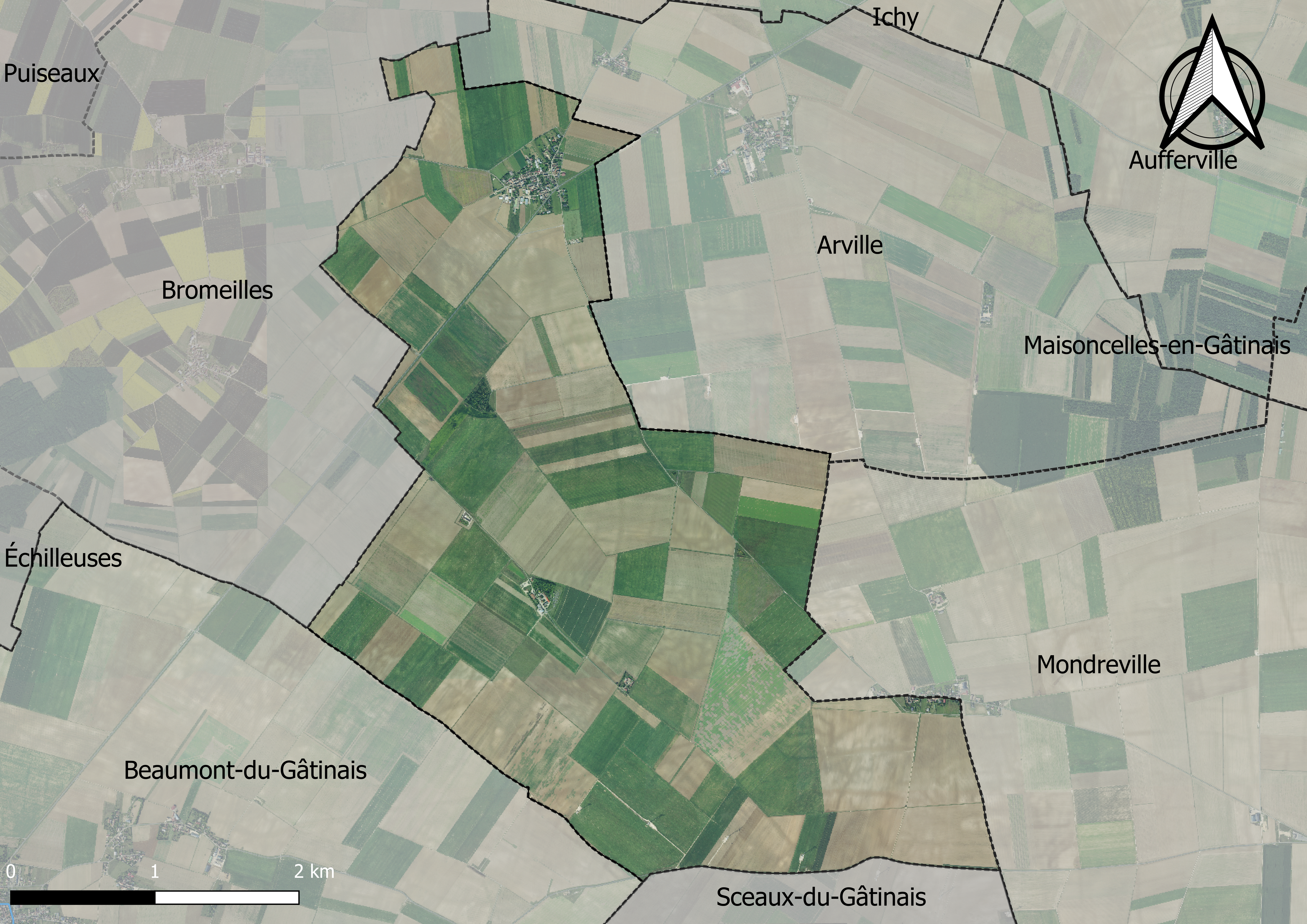
Carte orhophotogrammétrique de la commune.

### Planification
La loi SRU du 13 décembre 2000 a incité les communes à se regrouper au sein d’un établissement public, pour déterminer les partis d’aménagement de l’espace au sein d’un SCoT, un document d’orientation stratégique des politiques publiques à une grande échelle et à un horizon de 20 ans et s'imposant aux documents d'urbanisme locaux, les PLU (Plan local d'urbanisme). La commune est dans le territoire du SCOT Nemours Gâtinais, approuvé le 5 juin 2015 et porté par le syndicat mixte d’études et de programmation (SMEP) Nemours-Gâtinais.
La commune disposait en 2019 d'un plan local d'urbanisme en révision. Le zonage réglementaire et le règlement associé peuvent être consultés sur le Géoportail de l'urbanisme.

### Lieux-dits et écarts

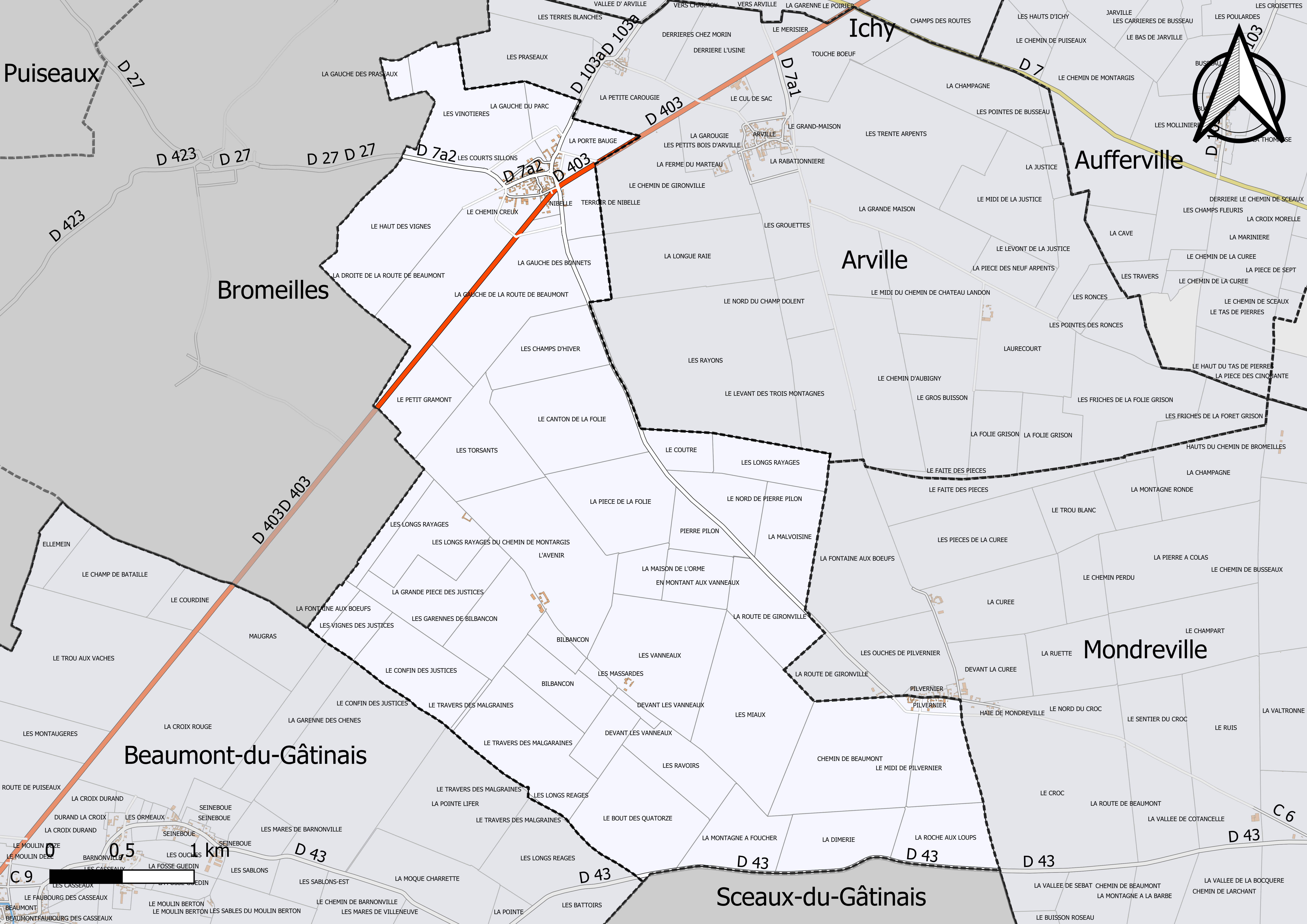
Carte du cadastre de la commune de Gironville.

La commune compte 92 lieux-dits administratifs répertoriés consultables ici (source : le fichier Fantoir).
Un écart appelé Pilvernier se situe sur les communes de Gironville et de Mondreville. Il s'est créé à proximité d'un ancien site religieux.
Trois fermes : les Vanneaux créée fin XVIIIe siècle par la famille Miger, seigneur de Gironville. Saint-Pierre et l'Avenir datent quant à elles du XIXe siècle.

### Logement
En 2016, le nombre total de logements dans la commune était de 78 dont 98,8 % de maisons.
Parmi ces logements, 80,5 % étaient des résidences principales, 7,3 % des résidences secondaires et 12,2 % des logements vacants.
La part des ménages fiscaux propriétaires de leur résidence principale s'élevait à 91,9 % contre 6,5 % de locataires et 1,6 % logés gratuitement.

### Voies de communication et transports

#### Voies de communication

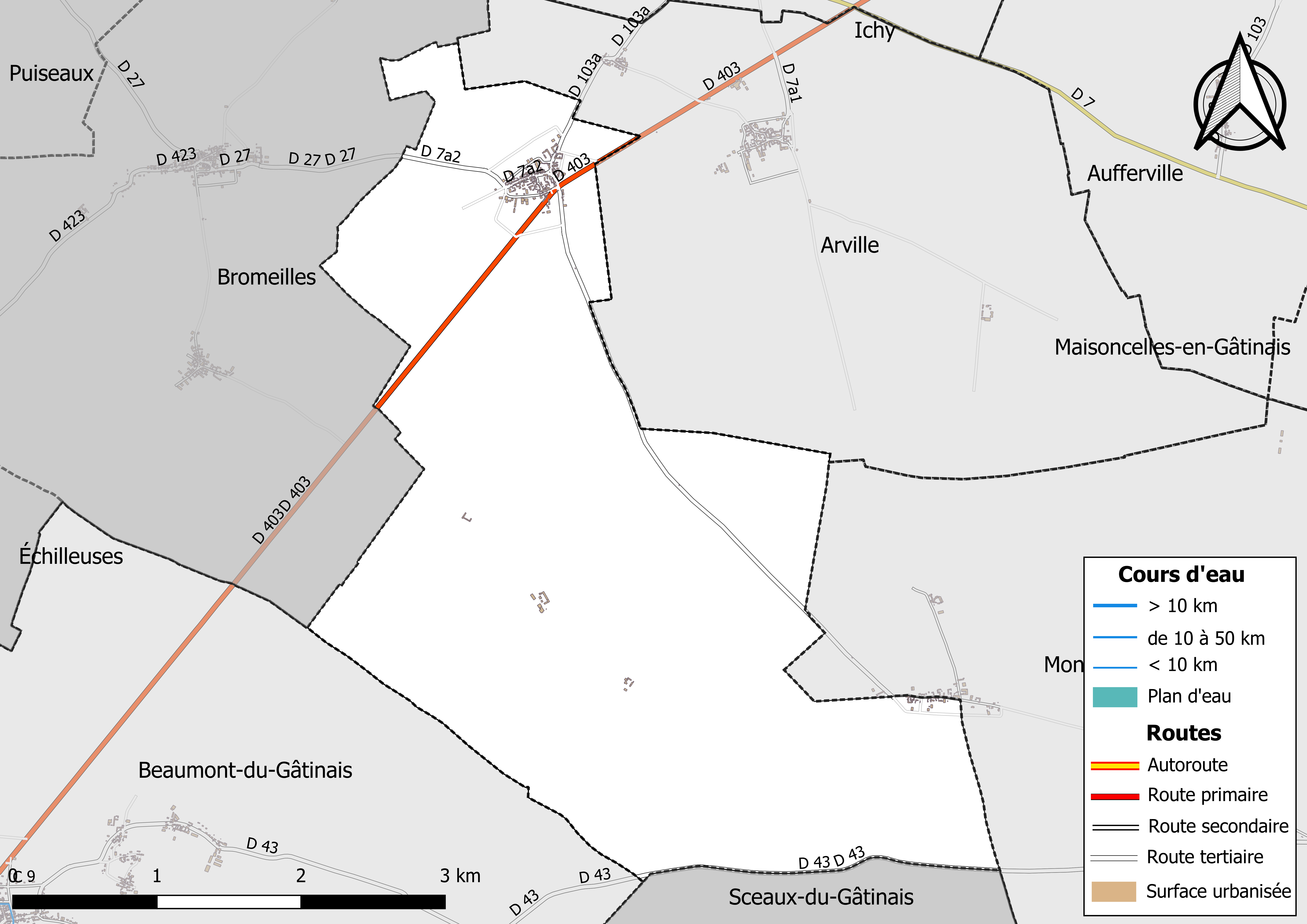
Carte des réseaux hydrographique et routier de Gironville.

Plusieurs routes départementales relient Gironville aux communes voisines :
- la D 7a2, à Bromeilles, à l'ouest ;
- la D 43, à Mondreville, au sud-est ; à Sceaux-du-Gâtinais, au sud ; à Beaumont-du-Gâtinais, à l'ouest ;
- la D 103a, à Arville, au nord ;
- la D 403, à Arville, au nord-est ; à Beaumont-du-Gâtinais, à l'ouest.

#### Transports
Gironville est desservie par une ligne du réseau de bus Vallée du Loing - Nemours :  la ligne 13C, qui relie Beaumont-du-Gâtinais à Saint-Pierre-lès-Nemours.

## Toponymie
Peut-être de giron « pan coupé en pointe » ou entouré, du nom de famille germanique Geron ou encore de l’anthroponyme gaulois Gisis.
Le nom de la localité est mentionné sous les formes Gisonvila en 1207 ; Gisonvilla en 1220 ; Gisonville en 1300 ; Gisonville en Gastinois au XVIIe siècle.

## Politique et administration

### Liste des maires
| Période                                  | Période  | Identité              | Étiquette | Qualité                                                        |
| ---------------------------------------- | -------- | --------------------- | --------- | -------------------------------------------------------------- |
| Les données manquantes sont à compléter. |          |                       |           |                                                                |
| 1811                                     | 1823     | Sulpice Fortier       |           |                                                                |
| 1823                                     | 1824     | Jean-Baptiste Lebègue |           |                                                                |
| 1824                                     | 1843     | Antoine Lagorsse      |           | châtelain, geôlier du Pape Pie VII Colonel, Conseiller général |
| 1843                                     | 1852     | Pierre Boulay         |           |                                                                |
| 1852                                     | 1856     | Jean Boulay           |           |                                                                |
| 1856                                     | 1876     | Jean Trempé           |           |                                                                |
| 1876                                     | 1879     | Emile Guyard          |           |                                                                |
| 1879                                     | 1888     | Eugène Saillant       |           |                                                                |
|                                          |          |                       |           |                                                                |
| 1953                                     | 1989     | Maurice Pochon        |           |                                                                |
| 1989                                     | 2001     | Michel Jeannotin      |           |                                                                |
| 2001                                     | 2014     | Lucien Guyard         |           |                                                                |
| 2014                                     | 2020     | Vincent Combe         |           | Agriculteur                                                    |
| 2020                                     | En cours | Marian Watts          |           | retraitée                                                      |

## Équipements et services

### Eau et assainissement
L’organisation de la distribution de l’eau potable, de la collecte et du traitement des eaux usées et pluviales relève des communes. La loi NOTRe de 2015 a accru le rôle des EPCI à fiscalité propre en leur transférant cette compétence. Ce transfert devait en principe être effectif au 1er janvier 2020, mais la loi Ferrand-Fesneau du 3 août 2018 a introduit la possibilité d’un report de ce transfert au 1er janvier 2026,.

#### Assainissement des eaux usées
En 2020, la commune de Gironville ne dispose pas d'assainissement collectif,.
L’assainissement non collectif (ANC) désigne les installations individuelles de traitement des eaux domestiques qui ne sont pas desservies par un réseau public de collecte des eaux usées et qui doivent en conséquence traiter elles-mêmes leurs eaux usées avant de les rejeter dans le milieu naturel. La commune assure le service public d'assainissement non collectif (SPANC), qui a pour mission de vérifier la bonne exécution des travaux de réalisation et de réhabilitation, ainsi que le bon fonctionnement et l’entretien des installations,.

#### Eau potable
En 2020, l'alimentation en eau potable est assurée par le SIAEP d'Arville - Gironville qui gère le service en régie,,.
Les nappes de Beauce et du Champigny sont classées en zone de répartition des eaux (ZRE), signifiant un déséquilibre entre les besoins en eau et la ressource disponible. Le changement climatique est susceptible d’aggraver ce déséquilibre. Ainsi afin de renforcer la garantie d’une distribution d’une eau de qualité en permanence sur le territoire du département, le troisième Plan départemental de l’eau signé, le 3 octobre 2017, contient un plan d’actions afin d’assurer avec priorisation la sécurisation de l’alimentation en eau potable des Seine-et-Marnais. A cette fin a été préparé et publié en décembre 2020 un schéma départemental d’alimentation en eau potable de secours dans lequel huit secteurs prioritaires sont définis. La commune fait partie du secteur Beauce.

## Population et société

### Démographie
Les habitants sont appelés les Gironvillois.
L'évolution du nombre d'habitants est connue à travers les recensements de la population effectués dans la commune depuis 1793. Pour les communes de moins de 10 000 habitants, une enquête de recensement portant sur toute la population est réalisée tous les cinq ans, les populations de référence des années intermédiaires étant quant à elles estimées par interpolation ou extrapolation. Pour la commune, le premier recensement exhaustif entrant dans le cadre du nouveau dispositif a été réalisé en 2007.

En 2022, la commune comptait 161 habitants, en évolution de +3,21 % par rapport à 2016 (Seine-et-Marne : +3,92 %, France hors Mayotte : +2,11 %).
| 1793 | 1800 | 1806 | 1821 | 1831 | 1836 | 1841 | 1846 | 1851 |
| ---- | ---- | ---- | ---- | ---- | ---- | ---- | ---- | ---- |
| 370  | 279  | 277  | 238  | 298  | 304  | 287  | 262  | 305  |

| 1856 | 1861 | 1866 | 1872 | 1876 | 1881 | 1886 | 1891 | 1896 |
| ---- | ---- | ---- | ---- | ---- | ---- | ---- | ---- | ---- |
| 281  | 325  | 328  | 291  | 265  | 267  | 249  | 239  | 243  |

| 1901 | 1906 | 1911 | 1921 | 1926 | 1931 | 1936 | 1946 | 1954 |
| ---- | ---- | ---- | ---- | ---- | ---- | ---- | ---- | ---- |
| 236  | 241  | 247  | 215  | 228  | 242  | 228  | 224  | 201  |

| 1962 | 1968 | 1975 | 1982 | 1990 | 1999 | 2006 | 2007 | 2012 |
| ---- | ---- | ---- | ---- | ---- | ---- | ---- | ---- | ---- |
| 186  | 177  | 152  | 131  | 131  | 172  | 190  | 193  | 161  |

| 2017 | 2022 | - | - | - | - | - | - | - |
| ---- | ---- | - | - | - | - | - | - | - |
| 155  | 161  | - | - | - | - | - | - | - |

### Manifestations culturelles et festivités
Il existait un moto-cross sur prairie en octobre jusqu'en 2012

### Enseignement
La commune ne dispose pas d’école primaire publique (maternelle ou élémentaire).

## Économie

### Revenus de la population et fiscalité
En 2017, le nombre de ménages fiscaux de la commune était de 64, représentant 164 personnes et la  médiane du revenu disponible par unité de consommation  de 22 120 euros.

### Emploi
En 2017 , le nombre total d’emplois dans la zone était de 28, occupant 80 actifs  résidants.
Le taux d'activité de la population (actifs ayant un emploi) âgée de 15 à 64 ans s'élevait à 74,8 % contre un taux de chômage de 3,7 %.
Les 21,5 % d’inactifs se répartissent de la façon suivante : 9,3 % d’étudiants et stagiaires non rémunérés, 7,5 % de retraités ou préretraités et 4,7 % pour les autres inactifs.

### Entreprises et commerces
En 2015, le nombre d'établissements actifs était de 19 dont 9 dans l'agriculture-sylviculture-pêche, 5 dans la construction, 4 dans le commerce-transports-services divers et 1  étaient relatifs au secteur administratif.
Ces établissements ont pourvu 14 postes salariés.
- Village essentiellement agricole tourné vers la culture de la betterave et des céréales.

### Secteurs d'activité
En 2018, la commune était classée en zone de revitalisation rurale (ZRR), un dispositif visant à aider le développement des territoires ruraux principalement à travers des mesures fiscales et sociales. Des mesures spécifiques en faveur du développement économique s'y appliquent également. Le classement des communes en ZRR était valable jusqu’au 31 décembre 2020,.

#### Agriculture
Gironville est dans la petite région agricole dénommée le « Gâtinais », à l'extrême sud-ouest du département, s'étendant sur un large territoire entre la Seine et la Loire sur les départements du Loiret, de Seine-et-Marne, de l'Essonne et de l'Yonne. En 2010, l'orientation technico-économique de l'agriculture sur la commune est diverses cultures (hors céréales et oléoprotéagineux, fleurs et fruits).
Si la productivité agricole de la Seine-et-Marne se situe dans le peloton de tête des départements français, le département enregistre un double phénomène de disparition des terres cultivables (près de 2 000 ha par an dans les années 1980, moins dans les années 2000) et de réduction d'environ 30 % du nombre d'agriculteurs dans les années 2010. Cette tendance se retrouve au niveau de la commune où le nombre d’exploitations est passé de 21 en 1988 à 8 en 2010. Parallèlement, la taille de ces exploitations augmente, passant de 54 ha en 1988 à 126 ha en 2010.
Le tableau ci-dessous présente les principales caractéristiques des exploitations agricoles de Gironville, observées sur une période de 22 ans : 
|                                      | 1988  | 2000  | 2010  |
| ------------------------------------ | ----- | ----- | ----- |
| Dimension économique,                |       |       |       |
| Nombre d’exploitations (u)           | 21    | 13    | 8     |
| Travail (UTA)                        | 32    | 14    | 10    |
| Surface agricole utilisée (ha)       | 1 130 | 1 154 | 1 008 |
| Cultures                             |       |       |       |
| Terres labourables (ha)              | 1 108 | 1 145 | 1 008 |
| Céréales (ha)                        | 761   | s     | 599   |
| dont blé tendre (ha)                 | 444   | 429   | 316   |
| dont maïs-grain et maïs-semence (ha) | 36    | s     |       |
| Tournesol (ha)                       | 85    |       | s     |
| Colza et navette (ha)                | 0     | s     | 74    |
| Élevage                              |       |       |       |
| Cheptel (UGBTA)                      | 89    | 33    | 10    |

## Culture locale et patrimoine

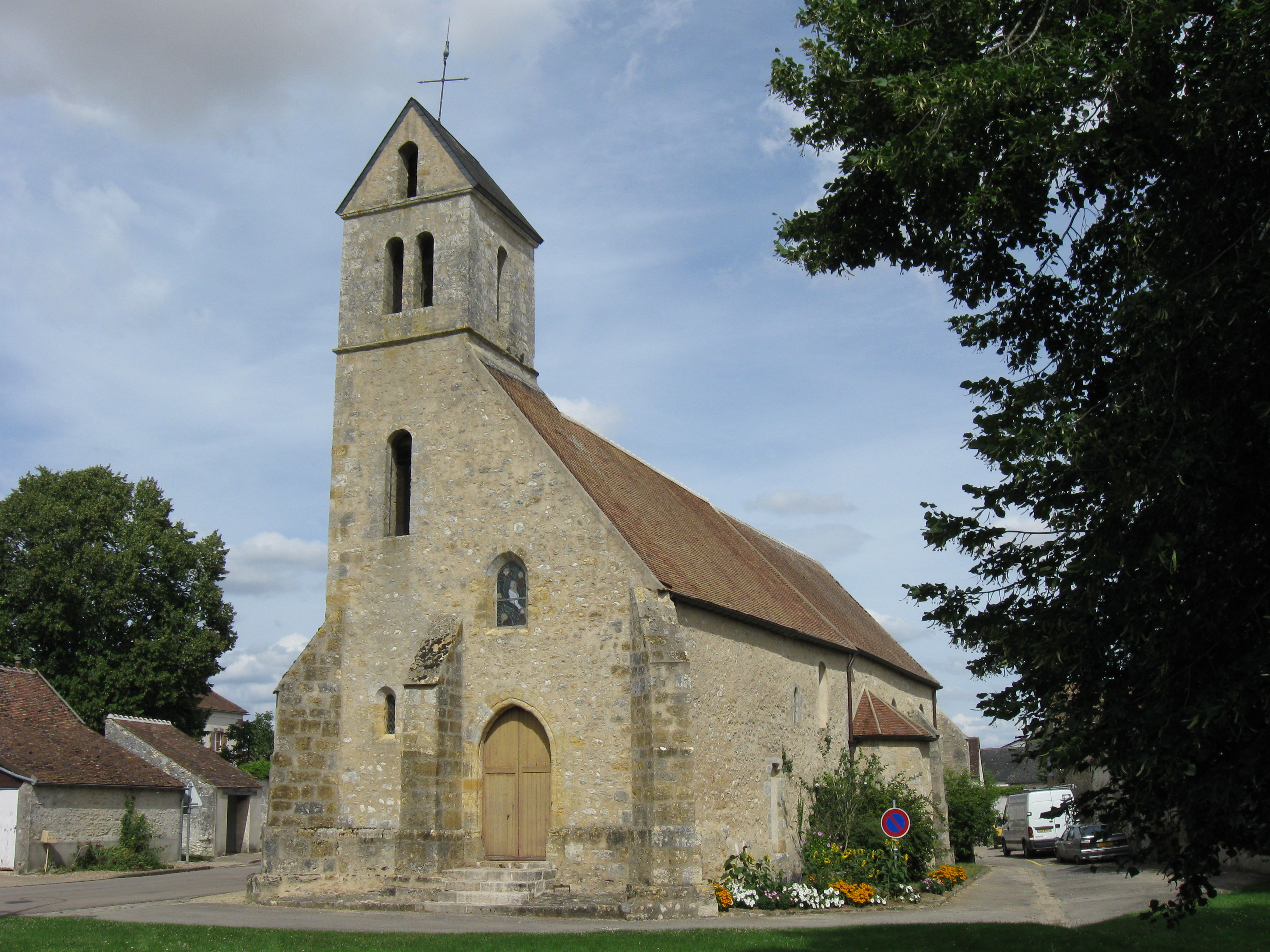
L'église Notre-Dame-de-l’Assomption.

### Lieux et monuments
- L'église Notre-Dame-de-l’Assomption de Gironville datant probablement du XIIe siècle, même si elle n'est attestée qu'au XIVe siècle. De style roman, elle a été agrandie au XIXe siècle et restaurée en 2006. Elle abrite une cloche du XVIIe siècle et 3 tombes. La cloche de l'église fait l'objet d'un classement au titre des Objets mobilier protégés[58].
- Croix marquant les anciennes portes du village.
- Quelque vestiges de l'ancien château.
- Monument funéraire d'Antoine Lagorsse, de son épouse, de sa belle famille au cimetière.
- Souterrains (privés).

### Personnalités liées à la commune
La commune a eu comme seigneur Eustache Luillier, qui était l'avocat chargé de la défense de Jacques Cœur et dont il a épousé une descendante Marie Cœur.
On peut également citer Jean Félix Miger (1727-1771), lieutenant de la compagnie des garde de la porte de la maison du Roi, seigneur de Gironville dont la dalle funéraire se trouve dans l'église.
Autre personnage connu : le colonel Antoine Lagorsse qui fut le châtelain et Maire de Gironville de 1825 à 1842. Il avait été chargé de surveiller et garder le pape Pie VII lors de sa détention à Fontainebleau de juin 1812 à janvier 1814, il le raccompagna ensuite jusqu'à ses états. À son retour, il épousa en 1814, Adélaïde Dubois d'Arneuville, fille du châtelain de Gironville, et à qui il succéda en 1825[réf. nécessaire].
Les registres paroissiaux sont conservés dans la mairie et aux Archives départementales de Seine-et-Marne. Peu de choses aux Archives départementales de l'Yonne, à l'évêché de Meaux, aux Archives nationales, essentiel conservé aux Archives départementales de Seine-et-Marne.

### Héraldique
| Blason de Gironville | Blason  | D'azur au pal d'argent chargé d'un écusson ovale d'azur à la fleur de lys d'or surmonté du nombre « 47 » de sable, adextré d'une grappe de raisin d'or et senestré d'une gerbe de blé du même. |
| Blason de Gironville | Détails | Le statut officiel du blason reste à déterminer. |